# Fardella
Fardella è un comune italiano di 571 abitanti della provincia di Potenza in Basilicata.

## Geografia fisica
Sorge a 745 m s.l.m. nella valle del Sinni, nel territorio del parco nazionale del Pollino. Posto nella parte meridionale della provincia confina con i comuni di Teana (5 km), Chiaromonte (6 km), Francavilla in Sinni (8 km), Episcopia (14 km), Carbone e Castronuovo di Sant'Andrea (15 km), San Severino Lucano (25 km), Latronico (26 km) e Viggianello (41 km). Ha quattro exclave.

## Storia

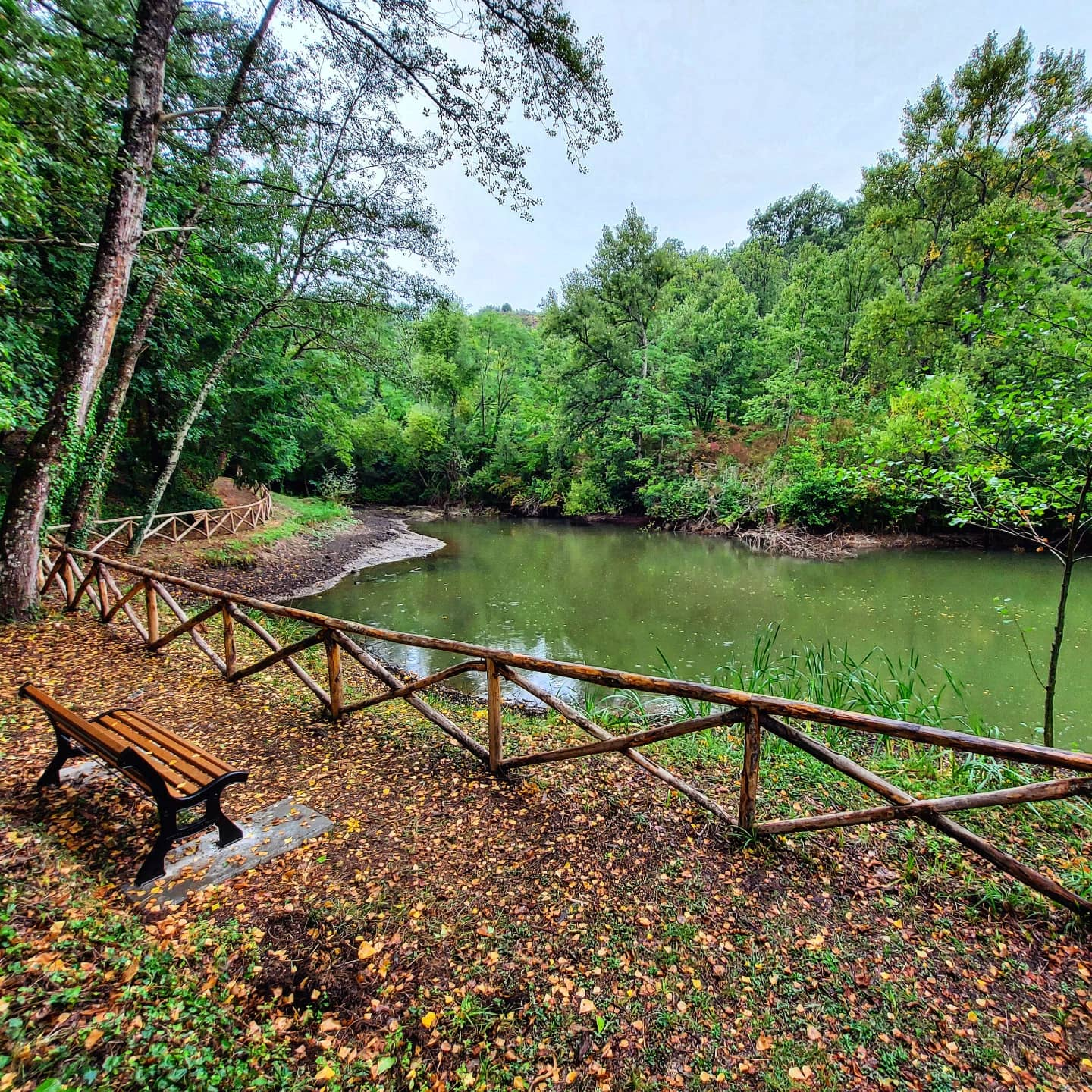
Laghetto di Fardella

Alcuni storici fanno risalire la sua fondazione agli anni tra il 1690 e il 1693, quando parte dei cittadini di Teana si sottrasse alle angherie del Marchese di Missanello e cercò la protezione del conte Carlo Maria Sanseverino, il quale consentì a questi cittadini di edificare un borgo nei pressi di Chiaromonte.
Il nome deriverebbe proprio dai "fardelli" portati dai fuggitivi. Un'altra leggenda lo fa discendere dal nome di una donna teanese, Fardella, appunto, che rifiutò di condividere con il Marchese la prima notte di nozze, come prevedeva il presunto ius primae noctis. Per una terza ipotesi, la più accreditata, trarrebbe origine dal nome della moglie del feudatario del vicino paese di Chiaromonte, Luigi Sanseverino, la principessa Maria Fardella  madre della poetessa arcade Aurora Sanseverino.
Fardella divenne comune nel 1808 e nel 1819 contava 1 004 abitanti. Partecipò ai moti antiborbonici nei quali si distinse in particolare Giovanni Costanza che nel 1860 guidò gli insorti di Fardella, aggregati alla VI colonna delle forze insurrezionali lucane comandata dal senisese Aquilante Persiani.
Agli inizi del '900 Fardella iniziò a subire il crescente fenomeno dell'emigrazione e nel 1928, in periodo fascista, fu aggregata a Chiaromonte, unitamente a Teana.
Nel dopoguerra Fardella acquisi' la sua autonomia, esattamente nell'anno 1947 .

### Simboli
Il gonfalone è un drappo di bianco.

## Monumenti e luoghi di interesse

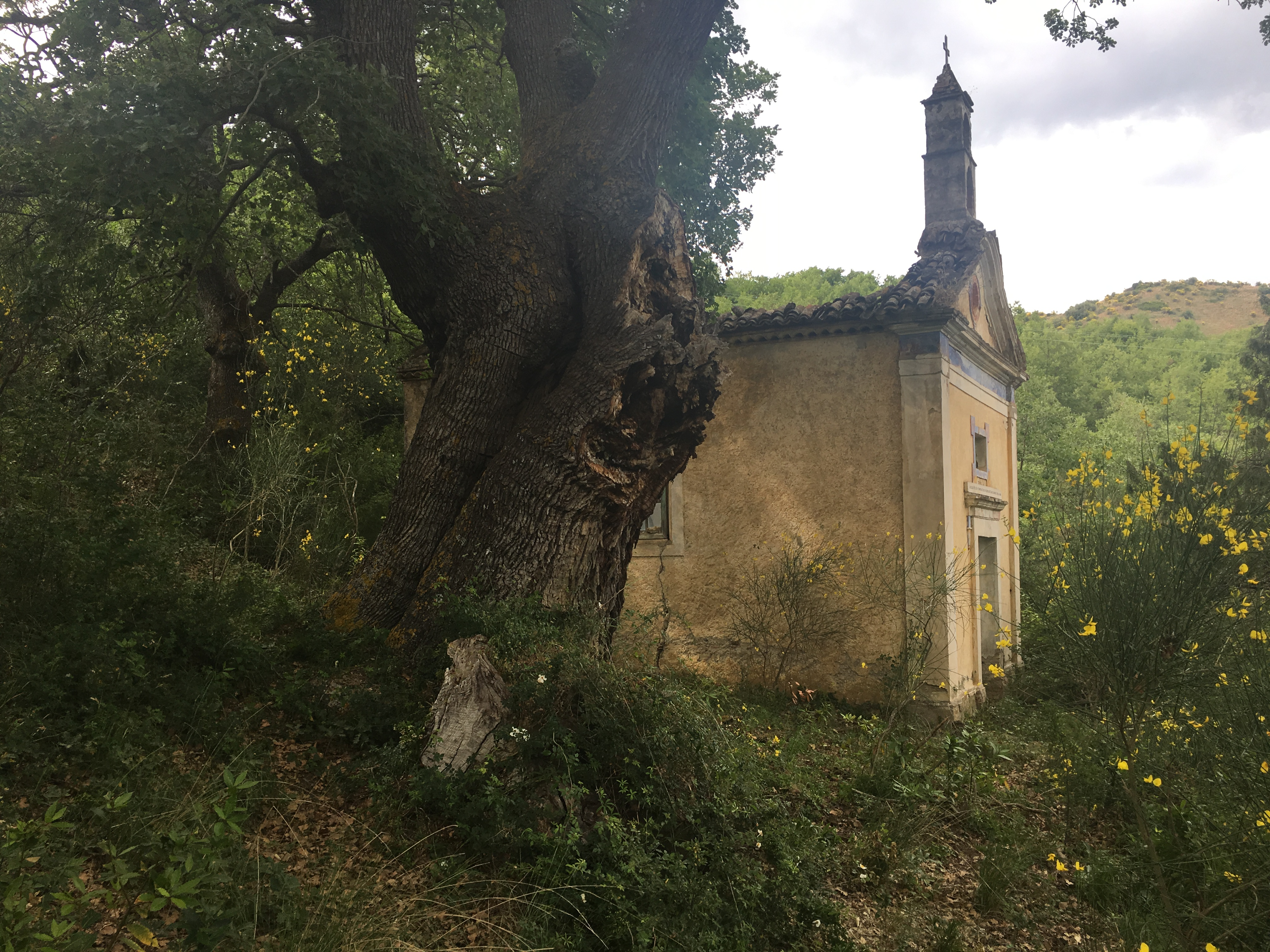
Cappella Sant'Onofrio

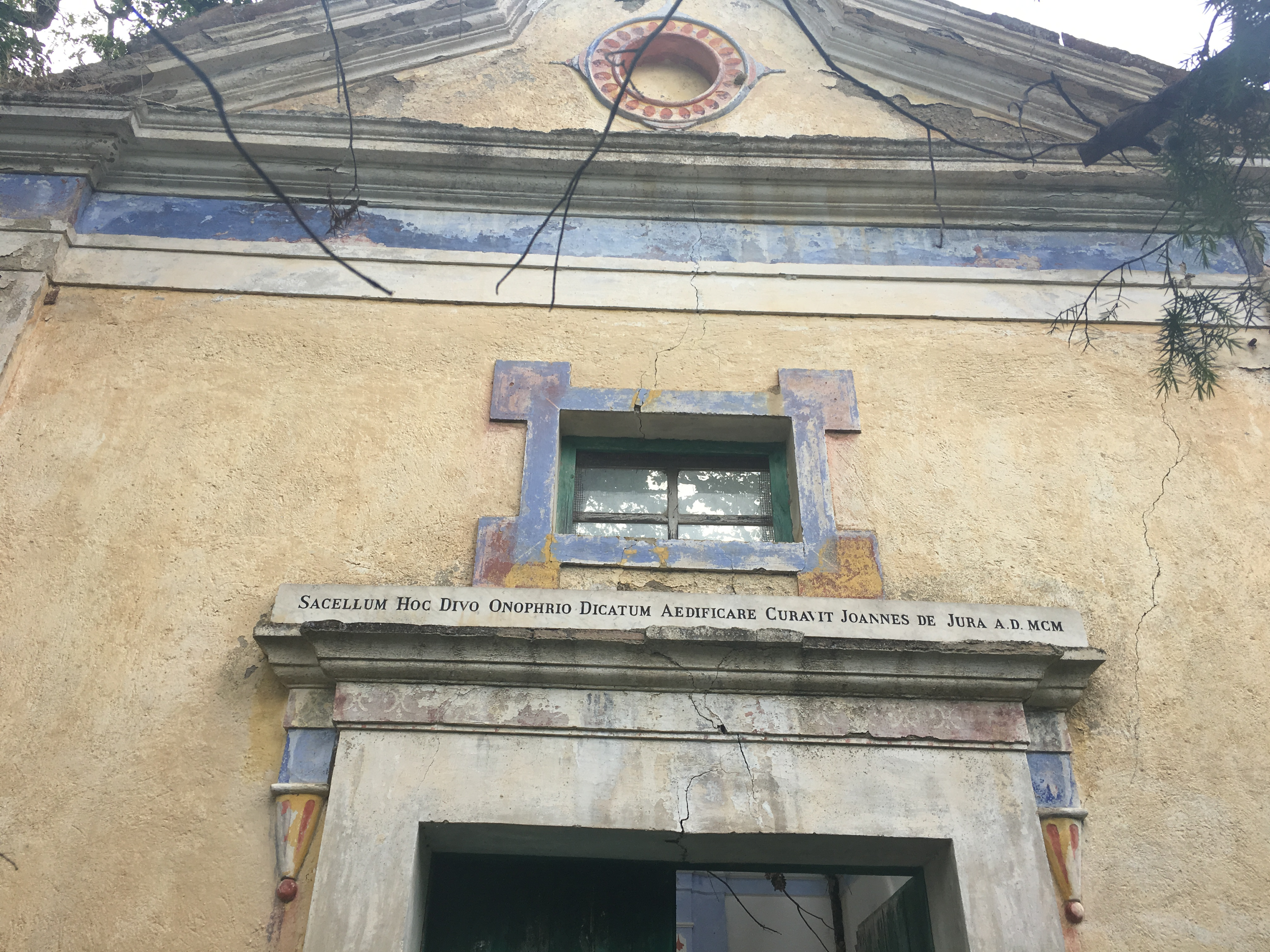
Iscrizione presente al di sopra della porta d'ingresso della Cappella di Sant'Onofrio.

- Palazzo De Salvo (settecentesco) con la cappella dell'Assunta
- Chiesa madre (1703), dedicata a Sant'Antonio di Padova.
- Palazzo Donato (settecentesco), sede di incontri cinematografici, culturali, religiosi dei giovani studenti
- Caprarizzo
- Palazzo Costanza
- Villa Costanza
- Cappella di S. Onofrio
- Serra Cerrosa
- Parco Barbattavio-Guarino
- Laghetto
- Fontane Acqua Fredda e Don Francesco

## Cultura
Fardella è inserita nel percorso del Cammino del mischiglio che attraversa altri tre Comuni della valle del Serrapotamo (Calvera, Teana, Chiaromonte) e prende il nome dal mix di farine di grano, fave e cereali tipico di questo territorio.
La parola "mischiglio" vuole anche indicare l'intreccio dei diversi elementi paesaggistici che si possono ammirare lungo il percorso e dall'alto dell'ultima tappa, Chiaromonte: fiumi e torrenti (Sinni e Serropotamo), monti (Monte Raparo e Monte Pollino), laghi (Diga di Monte Cotugno).

## Società

### Evoluzione demografica
Abitanti censiti

## Amministrazione
| Periodo | Periodo   | Primo cittadino       | Partito                               | Carica  | Note |
| ------- | --------- | --------------------- | ------------------------------------- | ------- | ---- |
| 1993    | 1997      | Francesco De Salvo    | PDS                                   | Sindaco |      |
| 1997    | 2001      | Mariangela Coringrato | L'Ulivo, (PDS, PPI, UD, FdV, RI, SI)  | Sindaco |      |
| 1995    | 1999      | Domenico Carlomagno   | Partito Popolare Italiano             | Sindaco |      |
| 2001    | 2006      | Mariangela Coringrato | L'Ulivo, (PDS, PdCI, UD, FdV, RI, SI) | Sindaco |      |
| 2006    | 2011      | Pietro Motolese       | Lista civica (L'Unione)               | Sindaco |      |
| 2011    | 2016      | Domenica Orofino      | Lista civica (PD–SEL–IdV)             | Sindaco |      |
| 2016    | 2021      | Domenica Orofino      | Lista civica (PD–SI)                  | Sindaco |      |
| 2021    | in carica | Mariangela Coringrato | Lista civica                          | Sindaco |      |

## Sport
Il piccolo comune vanta una squadra di calcio a 5 di Serie D lucana, il Fardella Calcio a 5.